# 접촉쌍성

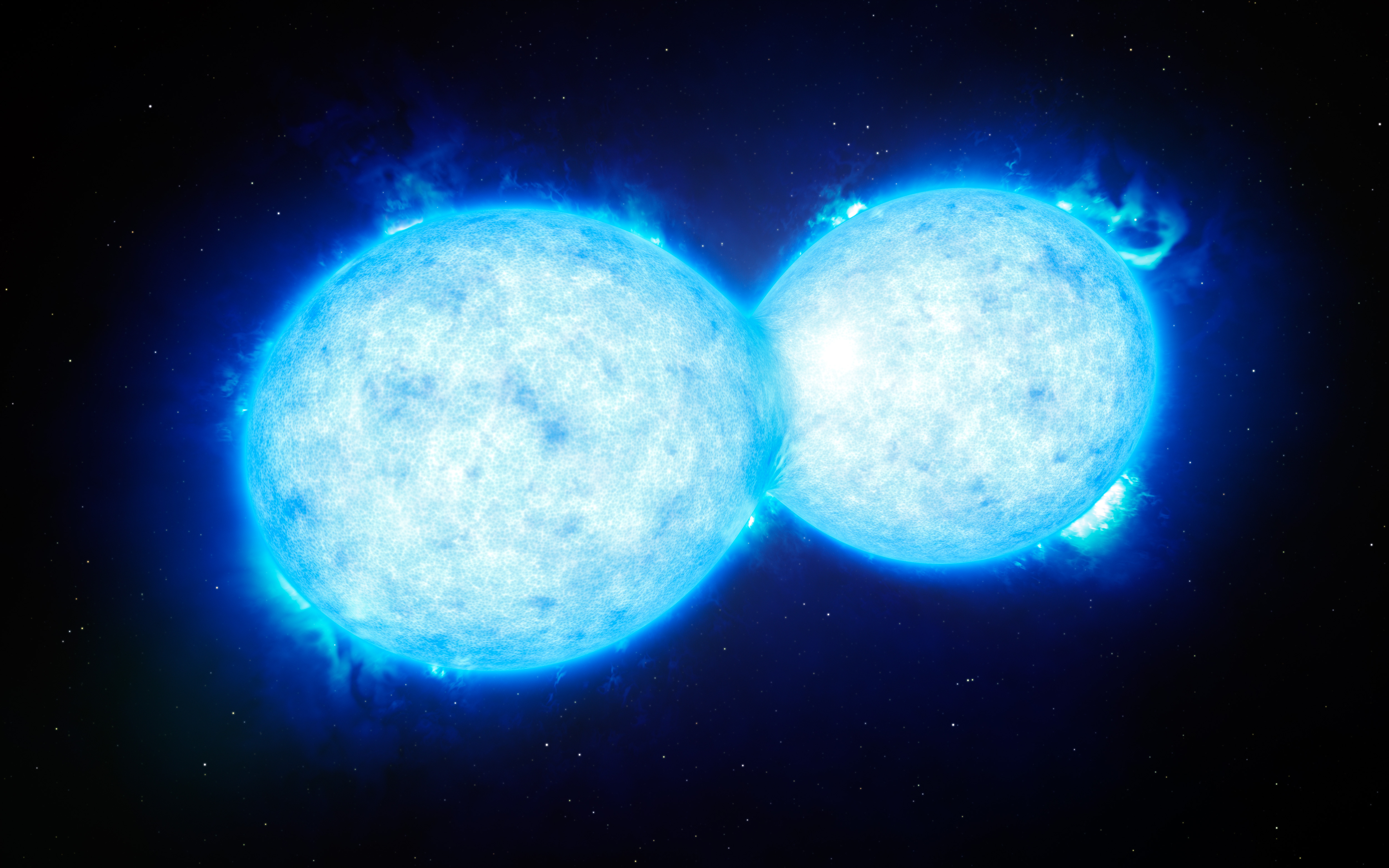
VFTS 352는 대표적인 접촉쌍성이다.

접촉쌍성(Contact binary)은 항성 사이의 거리가 너무 가까워서 둘의 표면이 서로 접촉하고 있거나, 혹은 융합해 가스의 외층을 공유하고 있는 쌍성이다. 외층을 공유하는 쌍성은 특별히 과잉접촉쌍성(Overcontact binary)이라고 한다. 접촉쌍성 대부분은 식쌍성이기도 하다. 이러한 식쌍성을 대표별 큰곰자리 W의 이름을 따라 큰곰자리 W형 변광성이라고 부른다.
접촉쌍성을 종종 공통외층(common envelope)과 구별하지 않고 표기할 때가 있다. 접촉쌍성계는 별의 일생에 걸쳐 서로 붙어 있는 형상이 안정적으로 유지되는 상태로 지속시간은 최소 몇백만 년에서 길게는 수십억 년에 이른다. 그러나 공통외층은 쌍성계가 진화하면서 거치는 극도로 불안정한 단계로 항성 외피층이 별을 탈출하여 나가거나 혹은 항성이 짝별로부터 물질을 흡수하는 과정을 말하며, 그 지속시간도 몇 달에서 몇 년 정도로 매우 짧다.

## 같이 보기
- 접촉소천체
- 센타우루스자리 V766
- 손-지트코프 천체
- VFTS 352